# Niels Arden Oplev
Niels Arden Oplev (ur. 26 marca 1961) − duński scenarzysta, producent i reżyser filmowy.

## Życiorys
Film Opleva Portland z 1996 był filmem konkursowym podczas Międzynarodowego Festiwalu Filmowego w Berlinie w 1996.
W 2006 Oplev otrzymał Kryształowego Niedźwiedzia za film Zwyciężymy.
W 2009 do sal kinowych trafił Millennium: Mężczyźni, którzy nienawidzą kobiet, którego scenariusz oparty był na powieści Stiega Larssona pod tym samym tytułem z serii Millennium. Obraz cieszył się dużą popularnością w Europie, zarabiąjąc ponad 100.000.000 $ i zdobywając szereg nagród filmowych.

## Filmografia
- 1996 − Portland
- 2001 − Fukssvansen
- 2006 − Zwyciężymy (duń. Drømmen)
- 2008 − Dwa światy (duń. To verdener)
- 2009 − Millennium: Mężczyźni, którzy nienawidzą kobiet (szwec. Män som hatar kvinnor)
- 2013 − Czas zemsty (ang. Dead Man Down)